# The Beekeeper
The Beekeeper er et album fra den amerikanske musiker Tori Amos. Det indeholder keltisk korsang, afrikanske trommer og gnostiske temaer fra Johannesapokryfen. Tidlige anmeldelser beskriver albummet som Amos' lyrisk lettest tilgængelige, da teksterne her var mere ligetil end mange af hendes foregående værker, som indeholdt mange metaforer.

## Sange
Alle sangene er skrevet af Tori Amos.
1. "Parasol" – 3:54 [1]
2. "Sweet the Sting" – 4:16
3. "The Power of Orange Knickers" (med Damien Rice) – 3:36
4. "Jamaica Inn" – 4:03
5. "Barons of Suburbia" – 5:21
6. "Sleeps with Butterflies" – 3:35
7. "General Joy" – 4:13
8. "Mother Revolution" – 3:58
9. "Ribbons Undone" – 4:30
10. "Cars and Guitars" – 3:45
11. "Witness" – 6:06
12. "Original Sinsuality" – 2:02
13. "Ireland" – 3:49
14. "The Beekeeper" – 6:50
15. "Martha's Foolish Ginger" – 4:22
16. "Hoochie Woman" – 2:34
17. "Goodbye Pisces" – 3:36
18. "Marys of the Sea" – 5:11
19. "Toast" – 3:42